# PGC 20237
LEDA/PGC 20237 (NGC 2326A) ist eine Spiralgalaxie mit ausgedehnten Sternentstehungsgebieten vom Hubble-Typ Sm im Sternbild Luchs am Nordsternhimmel. Sie ist schätzungsweise 277 Millionen Lichtjahre von der Milchstraße entfernt und hat einen Durchmesser von etwa 80.000 Lichtjahren.
Im selben Himmelsareal befinden sich u. a. die Galaxien NGC 2322, NGC 2326, NGC 2330, NGC 2332.
Das Objekt wurde am 9. März 1788 von Wilhelm Herschel entdeckt.